# Grad Škrljevo
Grad Škrljevo (nemško Grailach) je grad v Sloveniji, ki se nahaja na vzpetini zahodno od naselja Škrljevo v bližini Šentruperta na Dolenjskem.

## Zgodovina
Prva omemba vasi Škrljevo sega v leto 1043, ko je bila vas omenjena kot Chrilouva. Kot posestvo je Škrljevo prvič omenjeno leta 1130 kot predium Chrilowe. Grad je bil od leta 1072 vse do 17. stoletja fevd škofije Krka na Koroškem.
Grad je bil sprva sezidan kot stolpast dvor, njegova posest pa je bila kasneje podeljena grofu Viljemu II. Breže-Selškemu, po njegovi smrti pa je njegova žena Ema Krška to posest podarila krški škofiji. Dvor se prvič posredno omenja leta 1163, ko je v neki listini omenjen škrljevski vitez in oglejski ministerial Majnhard Škrljevski (purchrauiis Megnardo de Crilog). Neposredna zveza z Emo Krško, o kateri Valvazor trdi, da je bila v 10. stoletju lastnica gradu, še ni dokazana, a je močno verjetna.
Leta 1541 je grad Škrljevo prešlo v posest Auerspergov, iz leta 1585 pa izvira listina, v kateri se kot lastnik omenja Janez Baltazar Wernegk.
Grad je v svojem jedru romanski, v renesansi je bil dozidan in je postal utrjena graščina, kasneje v gotiki pa je bil delno prezidan, v baroku pa mu je bila dodana fasada, ki je vidna še danes.